# Єлшевник
Єлшевник (словен. Jelševnik) — поселення в общині Чрномель, Південно-Східна Словенія, Словенія. Висота над рівнем моря: 166,8 м.